# Bern (Kansas)
Bern – miasto w Stanach Zjednoczonych, w stanie Kansas, w hrabstwie Nemaha.